# Augustin-Marie Joly
Augustin-Marie Joly (* 22. Juli 1917 in Grenoble; † 16. Januar 2006 in Flavigny-sur-Ozerain) war ein französischer spätberufener römisch-katholischer Geistlicher, Benediktiner, Abt und Klostergründer.

## Leben und Werk

### Offizier und Familienvater
Maurice Joly verlor im Alter von 18 Monaten seine Mutter und wuchs in einer Pflegefamilie in Saint-Ismier auf. Ab 1927 besuchte er das Gymnasium in Grenoble, ab 1936 die Militärschule Saint-Cyr in Saint-Cyr-l’École. 1940 in Kriegsgefangenschaft geraten, floh er von Saint-Quentin in seine Heimat und wechselte in die Gendarmerie. Das Kriegsende erlebte er als Stadtkommandant von Grenoble. 1952 starb seine Frau, mit der er sieben gemeinsame Kinder hatte.

### Ignatianisch geprägter Benediktiner
Er wandte sich den von Francisco de Paula Vallet y Arnau in Chabeuil gegründeten Pfarrei-Mitarbeitern von Christkönig zu, welche die Ignatianischen Exerzitien praktizierten. Mit 48 Jahren trat er 1965 in die Benediktinerabtei Maylis ein, nahm den Ordensnamen Augustin-Marie an und wurde noch im selben Jahr zum Priester geweiht.

### Klostergründer
1972 verließ er das Kloster und gründete (zur Verbindung der Benediktsregel mit den Exerzitien) in Martigny in der Schweiz das selbständige Kloster Saint-Joseph de Clairval. Da der dortige Besitzer die Gebäude für sich selbst brauchte, wechselte die Gemeinschaft 1976 nach Flavigny-sur-Ozerain im Département Côte-d’Or, wo sie noch heute lebt.

### Abt
Ab 1982 war Joly um die Anerkennung seines Klosters durch Bischof Jean Balland von Dijon bemüht, die er, nach der 1984 erfolgten Trennung von Erzbischof Marcel Lefebvre, 1988 erreichte. Das Kloster wurde 1992 zur Abtei erhoben und Joly zum Abt geweiht. Ende 1993 legte er sein Amt aus Altersgründen nieder und zog sich vorübergehend in das Benediktinerinnenkloster Rosans zurück. Er starb in Flavigny im Alter von 88 Jahren. Erzbischof Roland Minnerath stand den Beisetzungsfeierlichkeiten vor. Der Abtsnachfolger war bis 2019 Antoine Marie Beauchef (* 1943).

## Werke
- Les exercices de Saint-Ignace face à l’auto-démolition de l’Église. Martigny 1974.
- (Hrsg.) Saint Joseph, époux de Marie. Traditions monastiques, Flavigny-sur-Ozerain 1993.
  - (spanisch) Id a José. Traditions monastiques, Flavigny-sur-Ozerain 1994.
  - (niederländisch) Kent u sint Jozef? Traditions monastiques, Flavigny-sur-Ozerain 1995.
  - (deutsch) Geht alle zu Joseph! Traditions monastiques, Flavigny-sur-Ozerain 1996.